# Хайдубёсёрмень
Ха́йдубёсёрмень (венг. Hajdúböszörmény) — город на востоке Венгрии в регионе Северный Альфёльд, в медье Хайду-Бихар. Второй по населению город медье после столицы — Дебрецена. Население — 32 228 человек (2001).

## История
Город впервые упоминается в документах 1248 года под названием Надьбёсёрмень (Nagyböszörmény, «Большой Бёсёрмень»), где «бёсёрмень» — заимствованное через тюркские языки слово «мусульманин», соответствующее русскому просторечному «басурман», «басурманин».

## География и транспорт
Хайдубёсёрмень находится в 20 километрах к северо-западу от Дебрецена и в 35 километрах к юго-западу от города Ньиредьхаза. Город расположен в равнинной местности к востоку от национального парка Хортобадь. Через город проходит автотрасса Дебрецен — Мишкольц.

## Население
| Год  | Численность | Численность |
| ---- | ----------- | ----------- |
| 1980 | 32 177      | [ 3 ]       |
| 1990 | 30 823      | [ 3 ]       |
| 2001 | 31 993      | [ 3 ]       |
| 2011 | 31 725      | [ 3 ]       |
| 2019 | 30 267      | [ 3 ]       |
| 2020 | 30 117      |             |
| 2021 | 29 962      | [ 4 ]       |
| 2022 | 29 374      | [ 5 ]       |
| 2023 | 29 574      | [ 6 ]       |
| 2024 | 29 310      | [ 1 ]       |

## Города-побратимы
- Joseni[вд], Румыния[7]
- Újrónafő[вд], Венгрия[7]
- Берегово, Украина[7]
- Валдай, Россия[7]
- Красник, Польша[7]
- Монтезильвано, Италия[7]
- Салонта, Румыния[7]
- Сийлинъярви, Финляндия[7]
- Тарб, Франция[7]
- Трогир, Хорватия[7]
- Харкань, Венгрия[8]

- Брест, Беларусь
- Могилёв, Беларусь
- Валдай, Россия
- Берегово, Украина